# Geschichte der Stadt Eilenburg
Die Geschichte der Stadt Eilenburg in Sachsen reicht mit ersten menschlichen Besiedlungen bis in die Altsteinzeit zurück. Die erste urkundliche Erwähnung stammt aus dem Jahr 961. Die slawische Burg Eilenburg entwickelte sich im 10. Jahrhundert zu einem wichtigen Burgwardmittelpunkt und wenig später zu einem wichtigen Sitz der Wettiner.

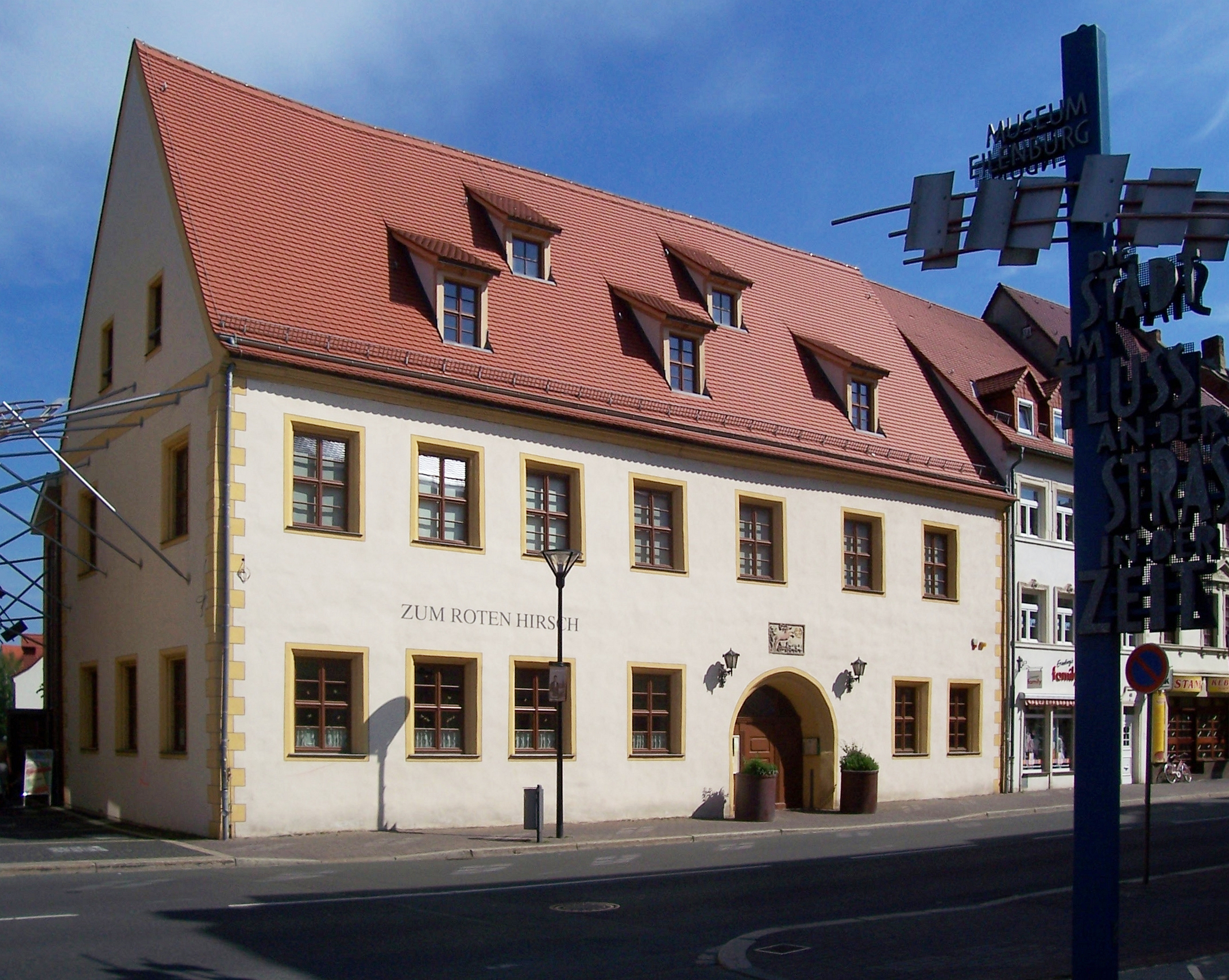
Das Eilenburger Stadtmuseum im zentral gelegenen Gasthof „Zum Roten Hirsch“ präsentiert Zeugnisse zur regionalen Geschichte.

## Geschichte

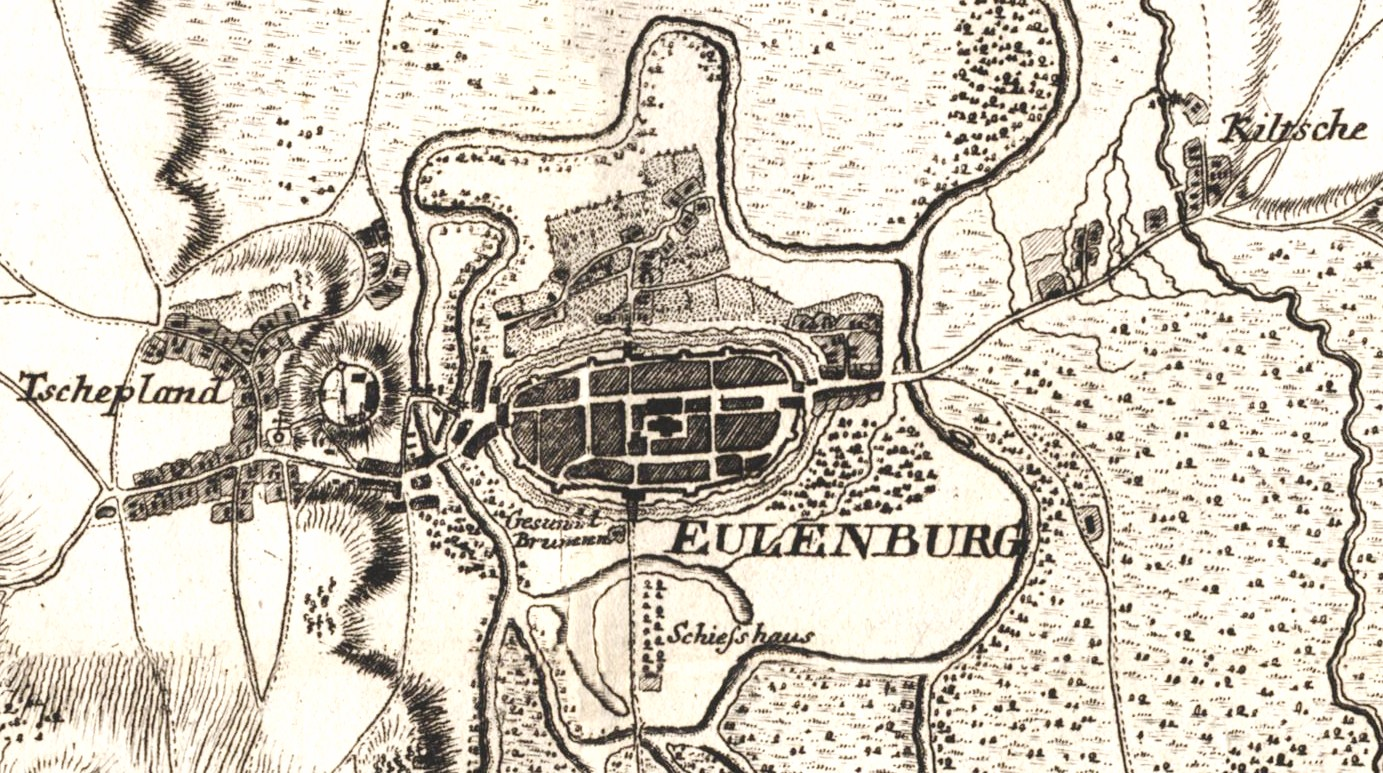
Eilenburg in einer Cabinetskarte um 1762 von Isaak Jacob von Petri, damals noch mit der Bezeichnung Eulenburg

### Herkunft des Stadtnamens
Der Name Eilenburgs ist wie die meisten Ortsnamen der Region slawischen Ursprungs. Er leitet sich von der Burg Eilenburg ab, die erstmals im Jahr 961 als Ilburg erwähnt wurde. Er wurde im Laufe der Jahrhunderte vielmals abgewandelt (Hilburg, Ilburg, Hilburch, Ilburc, Ileborch, Ylenburg, Jilburg, Yllenburck, Eylburg, Eylenburg, Eylenberg, Eyleburg, Illeburg, Eilenburgk, Eulenburgk) und erfuhr damit auch verschiedene Deutungen. Am wahrscheinlichsten ist es, dass Ilburg auf die slawische Bezeichnung il als Ort mit Lehm- oder Tonvorkommen (Jilow, Jilobor) zurückzuführen ist. Das an die Burg angrenzende Feld hatte einst die Bezeichnung Ilenfeld, der steile Bergabhang heißt auch heute noch Lehmberg. Durch Lautwandel wurde aus Ilburg der heutige Ortsname (siehe Tabelle).
| Jahr              | 961    | 1160    | 1181     | 1223   | 1314     | 1482            | 1485    | 1545       | 1551        | 1591       | 1791      |
| Namensentwicklung | Ilburg | Julburk | Hilburch | Ilburc | Ileborch | Eylenberg u. a. | Ileburg | Eilenburgk | Julioburgus | Eulenburgk | Eilenburg |

### Stadtgeschichte

#### Ur- und Frühgeschichte
Die ältesten Hinterlassenschaften der Menschen auf dem heutigen Stadtgebiet Eilenburgs reichen bis in die Altsteinzeit zurück. Vor etwa 14.000 Jahren durchstreiften Gruppen von Jagdbeutern die wildreichen Auwälder der Mulde, die die Landschaft damals prägten. Überregionale Bedeutung in der Ur- und Frühgeschichtsforschung haben die magdalénienzeitlichen Fundplätze auf dem Kapellenberg im benachbarten Groitzsch, etwa vier Kilometer südlich der Stadt. Von hier stammt unter anderem eine etwa fünf mal drei Zentimeter große Tonschieferplatte mit beidseitigen eingravierten Pferdedarstellungen, die zu den ältesten Kunstwerken der Mittelelb-Saale-Region gehört. Vergleichbare Steininventare und Kleinkunstobjekte sind z. B. aus der Kniegrotte, der Ilsenhöhle bei Ranis und der Teufelsbrücke in Thüringen bekannt.
Beginnend mit der bandkeramischen Kultur gehörten die Hochterrassen der Mulde über mehrere Jahrtausende zu den bevorzugten Siedlungsgebieten in Mitteldeutschland. Bronzezeitliche Spuren finden sich im Depot von Eilenburg. Erst in der Römischen Kaiser- und Völkerwanderungszeit brach die Besiedlung für einen längeren Zeitraum ab.

#### Frühes und hohes Mittelalter
In den freigewordenen Gebieten zwischen Saale und Elbe siedelten sich ab dem späten 6. Jahrhundert slawische Bevölkerungsgruppen an, zunächst aus Böhmen kommend entlang der Elbe bis in den Raum um Dessau und die Saalemündung. Im Verlauf des 7. und 8. Jahrhunderts drangen sie auch entlang der Mulde und anderer Flüsse nach Süden vor. Eilenburg lag im Zentrum eines natürlich begrenzten, etwa 270 Quadratkilometer großen Siedlungsgebietes an der mittleren Mulde, zu dem etwa 100 kleinere weilerartige Siedlungen gehörten. Dessen Bewohner bezeichneten sich vermutlich als Siusli. Die Slawen zwischen Saale und Mulde schlossen spätestens Ende des 8. Jahrhunderts zu dem Stammesverband der Sorben (lat. sorabi sclavi) zusammen. Vermutlich im 9. Jahrhundert errichteten sie die Burg Eilenburg, eine Abschnittsbefestigung in Spornlage, die ein etwa 220 mal 150 Meter großes Plateau umfasste. Reste dieser Befestigung bilden die bis zu zehn Meter hohen Erdwälle auf dem Burgberg.
Mit der Eingliederung in das Ostfrankenreich und strukturellen Erfassung der Gebiete zwischen Saale und Elbe unter den Königen Heinrich I. und Otto I. wurde die Burg um die Mitte des 10. Jahrhunderts Mittelpunkt eines Burgwardes und damit Zentrum der Herrschaft und Verwaltung in der Region. Vermutlich wurden im Zusammenhang mit der Einrichtung der Burgwardverfassung auch die Befestigungsanlagen erneuert und ausgebaut, doch können über die Art und den Umfang der Umgestaltungen ohne ausgedehnte archäologische Ausgrabungen keine genauen Aussagen getroffen werden. Zur Burg gehörte auch eine dem heiligen Petrus geweihte Kirche, die vor allem als Kirche für die Burgbesatzung, darüber hinaus aber als Kirche für den gesamten Burgward diente. Kirchenrechtlich gehörte sie zum Bistum Merseburg, doch ist aufgrund von Übertragungen des Kirchenzehnts an das Magdeburger Mauritiuskloster von einem nicht unbeträchtlichen Anteil der dortigen Benediktinermönche an der Mission im Eilenburger Raum auszugehen.
In einer Urkunde Ottos I. vom 29. Juli 961 wird erstmals eine civitas Ilburg im Gebiet Quezici genannt.
Im Jahr 1000 befand sich der ursprünglich direkt dem König unterstehende Burgward, d. h. das gesamte Gebiet mit der Burg Eilenburg im Zentrum, in der Grafschaft des Grafen Friedrich I. aus dem Geschlecht der Wettiner. Nach seinem Tode wurde sein Neffe, der spätere Markgraf Dietrich I. mit der Grafschaft Eilenburg betraut. Der pagus Siusili und damit auch die Burg Eilenburg blieben in der Hand der Wettiner, die bis zu ihrer Abdankung als Könige von Sachsen infolge der Novemberrevolution in Deutschland im Jahr 1918 über Burg, Stadt und Umland verfügten.
Wie auch in anderen Burgen im Gebiet der Mulde wie etwa Wurzen oder Rochlitz dürfte sich bereits im 11. Jahrhundert eine Kaufleutesiedlung im westlichen Vorfeld der Burg – etwa im Bereich der heutigen Franz-Abt-, Berg-, Marien- und Wilhelm-Grune-Straße – entwickelt haben, die die eine der Wurzeln der späteren Stadt bildete. Noch im 15. Jahrhundert wurde dieser Bereich als eigenständige Vorstadt im Bergstadtteil erwähnt.
In einer am 30. April 1161 ausgestellten Urkunde wird erstmals eine parrochia in Ilburch, eine Pfarrei genannt. Am Ende des 12. und zu Beginn des 13. Jahrhunderts erlebte die Burg einen repräsentativen Ausbau mit einer Ringmauer und mindestens zwei Türmen aus Backstein. Der sogenannte Sorbenturm (um 1200 [d]) und der Mauerturm (nach 1230 [d]) waren Wohntürme, die der Burgmannenbesatzung der wichtigen wettinischen Burg als Sitz gedient haben dürften. Unter den Burgmannen ist besonders die Ministerialenfamilie von Ileburg zu nennen.
Ebenfalls in den Jahrzehnten um 1200 entstand auf dem zur Mulde hin gelegenen Terrain östlich der Burg eine planmäßige ovale Stadtanlage von 600 m Länge und 300 m Breite mit gitterförmigem Straßennetz. Bei ausgedehnten archäologischen Untersuchungen in den 1990er Jahren konnten zwar Befunde des 13. und 14. Jahrhunderts dokumentiert, aber keine Funde des 12. Jahrhunderts angetroffen werden. Das etwa 1500 m² große Grabungsgebiet zwischen der Breiten Straße und Steinstraße unweit von Markt und Stadtkirche war demnach im 12. Jahrhundert noch unbebaut. Zu den ältesten und bedeutendsten hochmittelalterlichen Funden aus dem Stadtgebiet gehört ein eisernes Prachtschwert aus der Zeit um 1200, das im Jahr 1956 in der Rollenstraße in einer Tiefe von 3,50 m geborgen wurde.

#### Spätmittelalter
Einen weiteren Aufstieg erlebte die Stadt in der zweiten Hälfte des 14. Jahrhunderts unter Markgraf Wilhelm I. von Meißen. 1362 wurde ihr das Stadtrecht verliehen. Von 1394 bis 1404 erhielt die Stadt bedeutende landesherrliche Privilegien. Durch den Handel, den Warenverkehr der Via Regia und ihrer Kollateralen und nicht zuletzt das Braugewerbe hatte die Stadt inzwischen einen gewissen Wohlstand erreicht, der sich in zahlreichen Bauten, wie der Stadtbefestigung (1500–1509), einer Schule (1514), einer Wasserleitung (1514), dem Stadtschreiberhaus (1516) und dem Kornhaus (1549/1550) widerspiegelte. 1548 gab es insgesamt 14 Brauereien.
In Eilenburg wurden von 1491 bis 1575 Hexenverfolgungen durchgeführt. Fünf Personen gerieten in Hexenprozesse, vier von ihnen wurden hingerichtet. Im Ortsteil Hainichen gab es 1530 und 1531 ebenfalls eine Hexenverfolgung.

#### Reformation

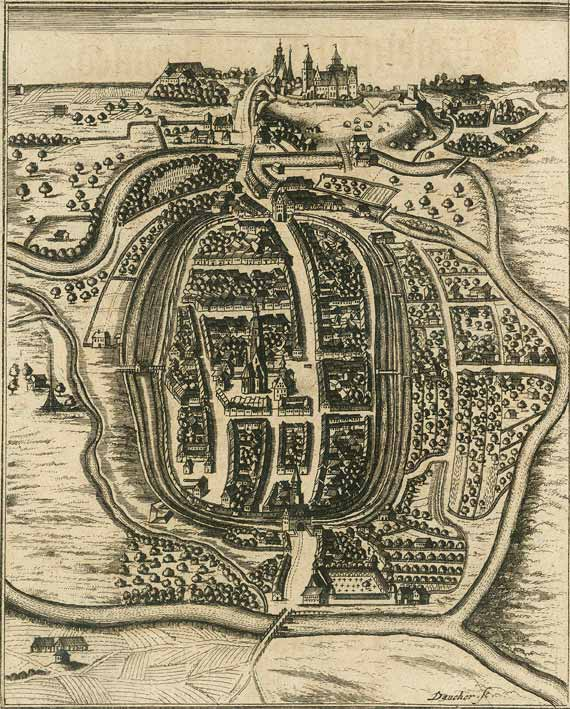
Eine der bekanntesten Stadtdarstellungen Eilenburgs vom Kupferstecher Daucher (1696)

Die Nachricht vom Thesenanschlag Martin Luthers an die Tür der Wittenberger Schlosskirche am 31. Oktober 1517 verbreitete sich schnell und stieß bei der Eilenburger Bevölkerung, die erheblich unter den Forderungen von Mönchsorden zu leiden hatte, auf leidenschaftliche Zustimmung. Unterstützung fanden die reformatorischen Ideen auch bei den Eilenburger Ratsherrn, dem Prediger von St. Nikolai und dem Amtsschösser. Die Stadt kam unter diesen Umständen schnell in Verruf. Der Pirnsche Mönch Johannes Lindner notierte dazu:
Eilenburg, […], hat viel windisch Volk. Und 1519 erhub sich daselbst die nawe unchristliche Sekte, undern schutz der Obirkeit.
Bald schon wurde Luther auf die Geschehnisse in der Stadt aufmerksam. Die geknüpften Kontakte veranlassten ihn, sich am 5. November 1518 in der Vorstadtgemeinde Auf dem Sande im Gasthof Zum Braunen Bären mit dem kurfürstlichen Hofprediger Georg Spalatin zu unterreden. Zwei Jahre später, am 12. November 1520, kommt es zu einem weiteren Aufenthalt Luthers in Eilenburg. Auf Einladung des Kanzlers des Bistums Naumburg trafen sich auf dem Schloss, das zu dieser Zeit wegen der Abwesenheit des Kurfürsten Residenzfunktion wahrnahm, die kurfürstlichen Räte Fabian von Feilitzsch, Haubold von Einsiedel und Hans von Taubenstein sowie der Amtshauptmann Hans von Schönberg mit Luther, der von Philipp Melanchthon begleitet wurde. Dabei ging es um Religion und Kirche im Allgemeinen sowie die Einführung der Reformation im Besonderen. Beraten wurde auch über die möglichen Auswirkungen einer Bannandrohung.

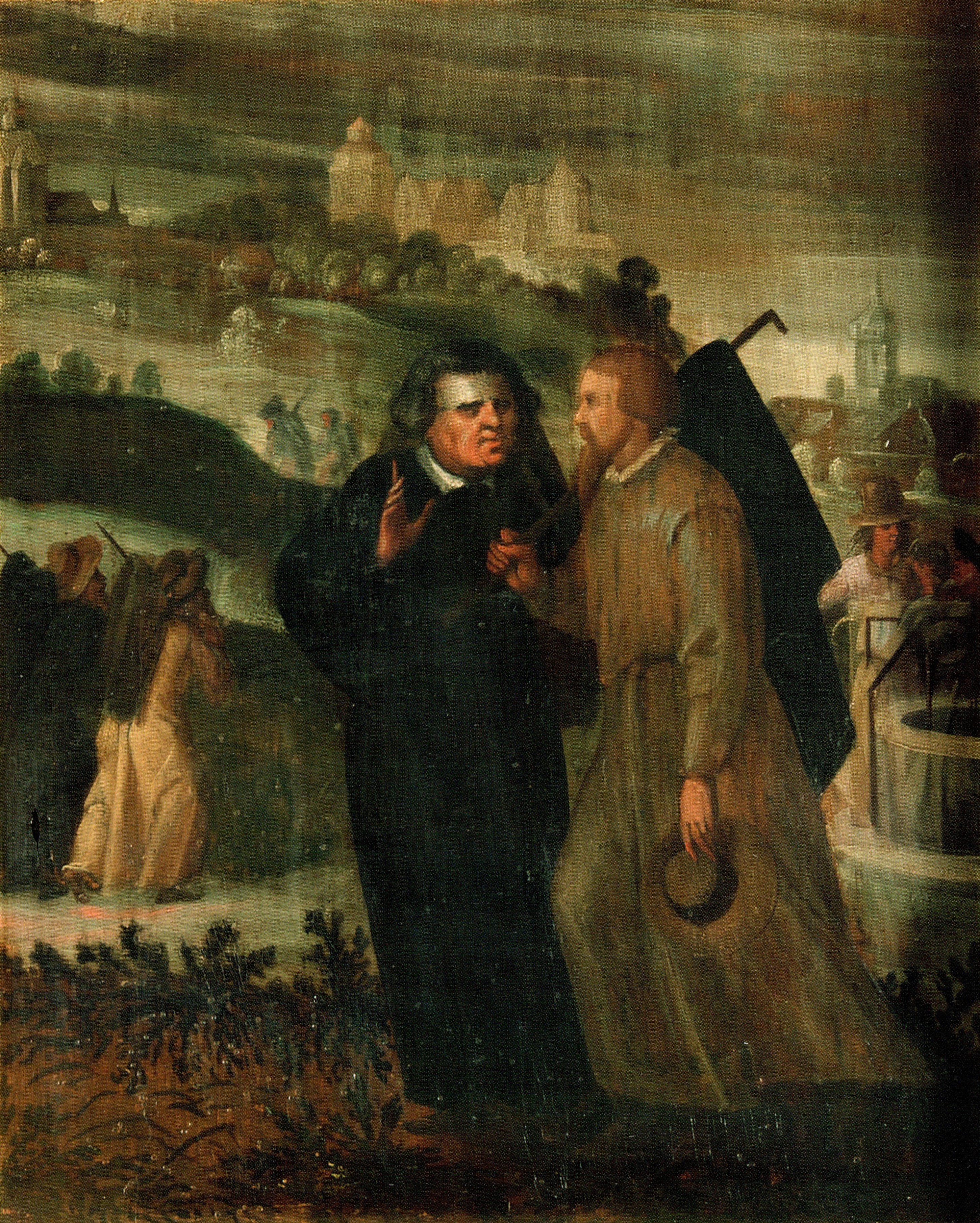
Martin Luther mit einem unbekannten Pilger vor der Stadtkulisse Eilenburgs; Altar zu St. Marien (um 1615)

Die Eilenburger Bevölkerung verlangte mit immer stärkerer Vehemenz nach einem evangelischen Pfarrer. Die radikalisierten Auseinandersetzungen führten am 5. November 1521 zum Sturm auf die Terminei der Dominikaner. Um in der aufgeheizten Stimmung Deeskalation zu betreiben, schickte Luther, der nunmehr auf der Wartburg untergetaucht war, den Mönch Didymus (Gabriel Zwilling) nach Eilenburg. Zwilling prangerte in seinen Weihnachtspredigten die Zustände schonungslos an und stieß wegen seiner mitreißenden rhetorischen Fähigkeiten auf breite Zustimmung in der Bürgerschaft. Am Neujahrstag 1522 reichte er in der Marienkirche das Abendmahl an die 130 Anwesenden, die auch aus Leipzig, Wurzen und den umliegenden Gemeinden angereist waren. Seine weltliche Kleidung sorgte überdies für eine Provokation. Am 6. Januar 1522 predigte er im Eilenburger Ratssaal vor 200 Personen und spendete das Abendmahl unter beiderlei Gestalt (Darreichung von sowohl Brot als auch Wein). Die Leipziger Teilnehmer der Abendmahlsfeier wurden inhaftiert, eine Wölperner Teilnehmerin wurde als vom Teufel besessen beschworen. Die Eilenburger wurden im Land als Ketzer und Ungläubige diskreditiert, woraufhin sich erneut Tumulte ereigneten, bei denen die Pfarrhäuser der Stadt gestürmt wurden.
Luther fühlte sich in diesen Tagen veranlasst, die Wartburg zu verlassen und auf Schloss Eilenburg zu kommen. Hier weilte er am 5. Mai 1522 und verfasste einen Brief, in dem er sich für die Berufung eines protestantischen Pfarrers für die Eilenburger einsetzte. Bei dieser Gelegenheit predigte er in der benachbarten Marienkirche. Wenig später wurde der Magdeburger Domprediger Andreas Kauxdorf als erster evangelischer Prediger in sein Amt eingeführt.
Etwa zeitgleich ließ sich der Leipziger Drucker Nikolaus Widemar in Eilenburg nieder. Er nutzte die Zustimmung der Bevölkerung zu den protestantischen Ideen, um hier Schriften von Luther und Melanchthon zu verlegen, was ihm im katholischen Leipzig zum Verhängnis geworden wäre. Besondere Bedeutung hatte die Druckerei, die von 1523 bis 1524 bestand, als alleiniger Verleger Thomas Müntzers zu dieser Zeit. Widemar selbst blieb Eilenburger und war von 1541 bis 1546 Amtsverweser.
Um Weihnachten 1524 kam es erneut zum Sturm auf das katholische Pfarramt. Mittlerweile hatte sich der Protestantismus in der Stadt durchgesetzt. 1525 fand der letzte katholische Gottesdienst in Eilenburg statt. Die Priesterschaft verließ daraufhin die Stadt, dagegen zogen Anhänger der Reformation aus Leipzig zu, wo die Reformation erst 1539 Einzug hielt. Mit Vertreibung der letzten katholischen Mönche konnte das Geheimnis der Bergkeller für die breite Bevölkerung gelüftet werden.
Luther hielt sich nachweislich noch 1536 und 1545 in Eilenburg auf und predigte in der Marienkirche. In der lokalen Geschichtsschreibung wird kolportiert, dass Luther erwogen haben soll, seinen Alterssitz in die damals wohlhabende Stadt zu verlegen. Er bezeichnete die Stadt als „gesegnte Schmalzgrube“.

#### Vom Dreißigjährigen Krieg zum Wiener Kongress
Der Dreißigjährige Krieg hinterließ auch in Eilenburg Spuren. Blieb die Stadt zunächst auch von Kampfhandlungen verschont, musste man dennoch die katastrophalen wirtschaftlichen Auswirkungen des Krieges hinnehmen. Ab dem Jahr 1631 wurde die Stadt direkt in den Krieg einbezogen und war fast zwanzig Jahre Kriegsschauplatz mit Verwüstungen und Zerstörungen.

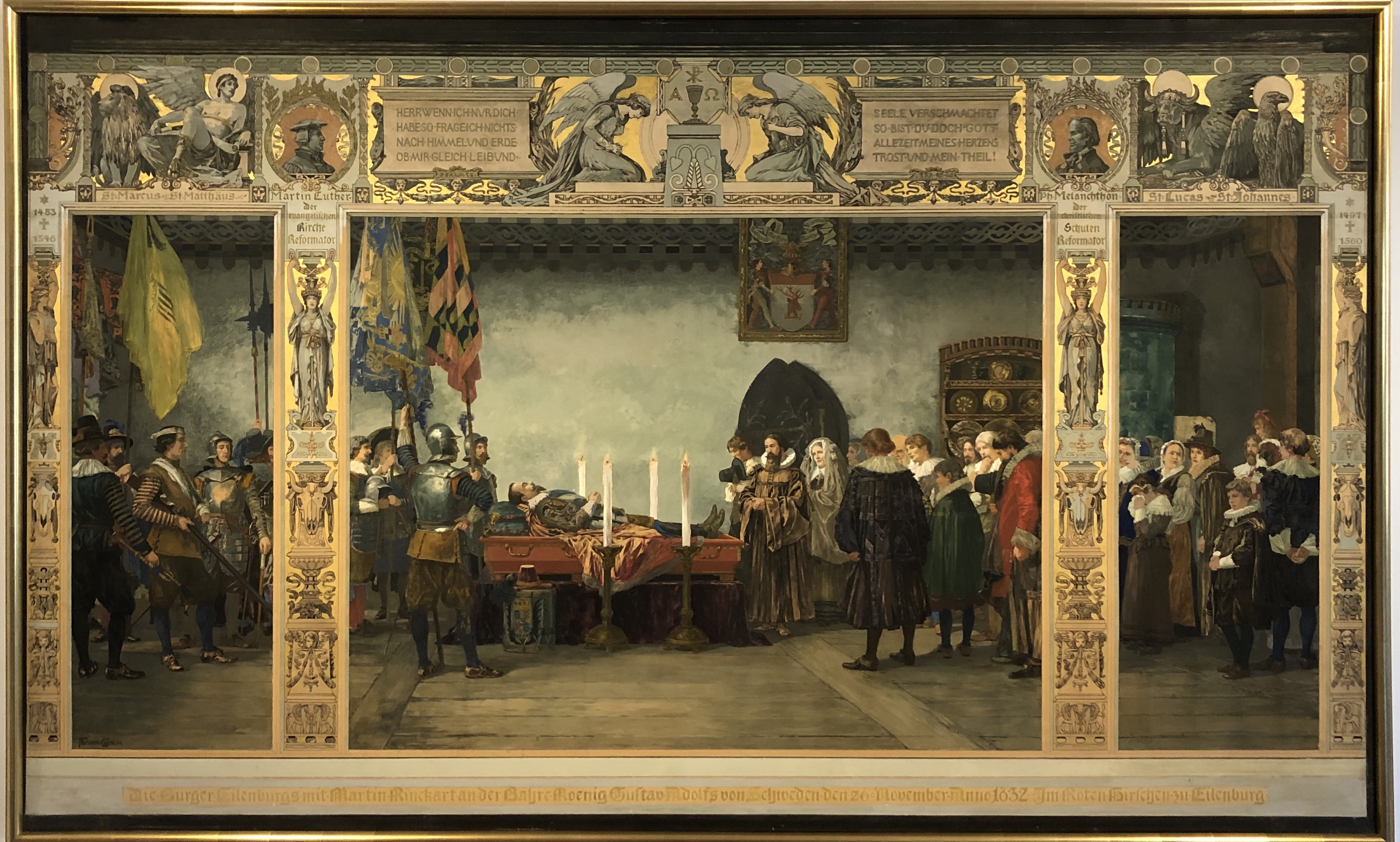
Das Triptychon von Ernst Albert Fischer zeigt die Aufbahrung des Schwedenkönigs im Roten Hirsch (1906, Sammlung Stadtmuseum Eilenburg)

Am 26. und 27. November 1632 wurde der Schwedenkönig Gustav II. Adolf auf seinem Leichzug von Weißenfels nach Schweden in der Renaissancestube des Gasthofs „Zum Roten Hirsch“ aufgebahrt, nachdem er in der Schlacht bei Lützen am 16. November 1632 gefallen war. Diese Station des Leichenzuges ist eine der bestdokumentierten. Der Eilenburger Chronist Jeremias Simon schreibt dazu 1696:
Unter andern wurde auch den 26. Nov. der Königl. Majest. in Schweden / höchstseliger Gedächtniß / todter Leichnam / mit einer Convoy von 4000. Mann allhier eingebracht / eine Nacht im Rothen Hirsche beygesetzt / und vielen Leuten gezeiget / folgenden Tages aber auff Wittenberg geführet; und von dar weiter in Schweden überbracht.
Der Maler und Illustrator Ernst Albert Fischer hielt die Begebenheit 1906 in einem Triptychon fest, das den aufgebahrten königlichen Leichnam neben schwedischen Offizieren und Soldaten sowie Abschied nehmenden Bürgern und dem Eilenburger Archidiakon und Poeten Martin Rinckart zeigt. Nach einer Überlieferung soll in der Nacht der Aufbahrung des Schwedenkönigs die Kriegskasse der Schweden in Form von mehreren Fässern voller Gold gestohlen worden sein.

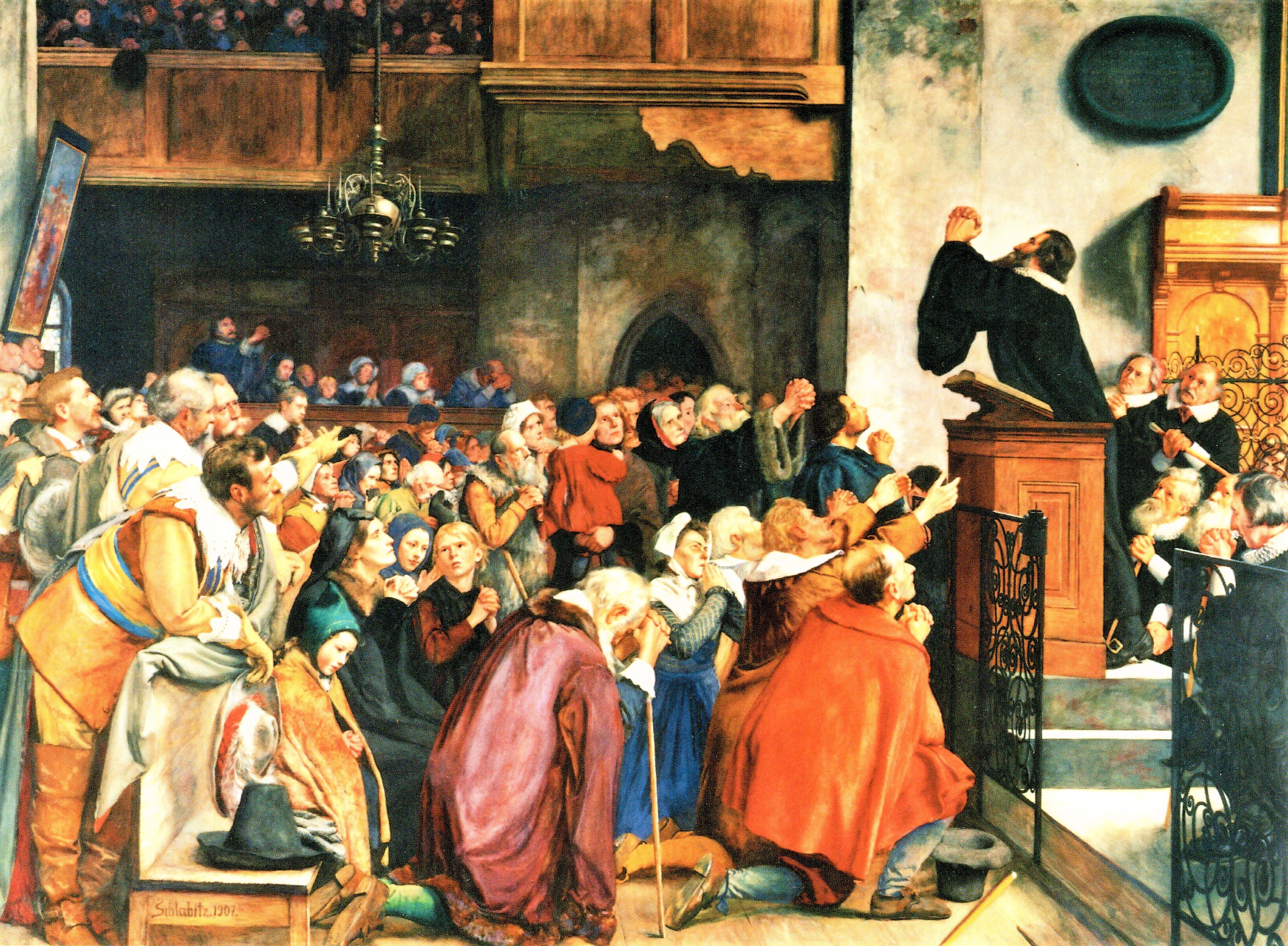
Adolf Schlabitz: Martin Rinckarts Bittgottesdienst, 1907

Nur wenige Einwohner überlebten die Kriegswirren, Seuchen und den Hunger, insgesamt starben zwischen 1631 und 1633 etwa 1350 Menschen. Von der Bedrohung zeugt auch ein Münzschatzgefäß mit 57 Talern und Halbtalern des 16. und frühen 17. Jahrhunderts sowie einer silbernen Medaille aus dem Jahr 1631, das nicht vor diesem Zeitpunkt, wahrscheinlich sogar noch etwas später in den Boden gelangte und im März 1966 bei Aufräumungsarbeiten an der Ostseite des Marktes wieder geborgen wurde. Die Überlebenden waren bemüht, die verelendete Stadt zu verlassen. 1639 wurde sie erneut von Georg von Derfflingers Truppen eingenommen. Diese forderten 30.000 Taler von der verarmten Stadt und drohten bei ausbleibender Zahlung mit der Plünderung und Niederbrennen. Dem mutigen Auftreten des Geistlichen Rinckart in Form eines Bittgottesdienstes ist es zu verdanken, dass die Stadt nicht vollends durch die schwedischen Truppen zerstört wurde. Das Ereignis war Thema für ein Monumentalgemälde, das der Maler Adolf Schlabitz 1907 für das neue Eilenburger Realgymnasium schuf.
1644 eroberte der sächsische Kurfürst einige Städte, unter anderem Eilenburg, zurück. Doch aus Leipzig kamen erneut die Schweden, die die Stadt wiederum besetzten. Der Chronist Simon schreibt dazu:
Als nun dergestalt die Feinde fortgangen waren / kahmen die Unsrigen / bald Sächs. bald Lüneburgische / bald Schwedische: da zog eine Parthey von Torgau nach Leipzig / die andere von Leipzig nach Torgau: die brachten nichts mit / sondern wollten alle Kosten und Fourage haben.
1646 begannen im Rathaus von Eilenburg Friedensverhandlungen zwischen Sachsen und Schweden, um den auslaufenden Waffenstillstand von Kötzschenbroda zu verlängern; der Anfang April 1646 (zurückdatiert auf 31. März) geschlossene Friede von Eilenburg bedeutete für Kursachsen das Ende des Dreißigjährigen Krieges. Mit dem Westfälischen Frieden wurde im Oktober 1648 ein allgemeiner Friedensvertrag unterzeichnet, der den Krieg endgültig beendete. Die Stadt erholte sich nur langsam von den Kriegsfolgen. Die folgenden Jahrzehnte standen im Zeichen des Aufbaus der Stadt und der umliegenden Gemeinden.

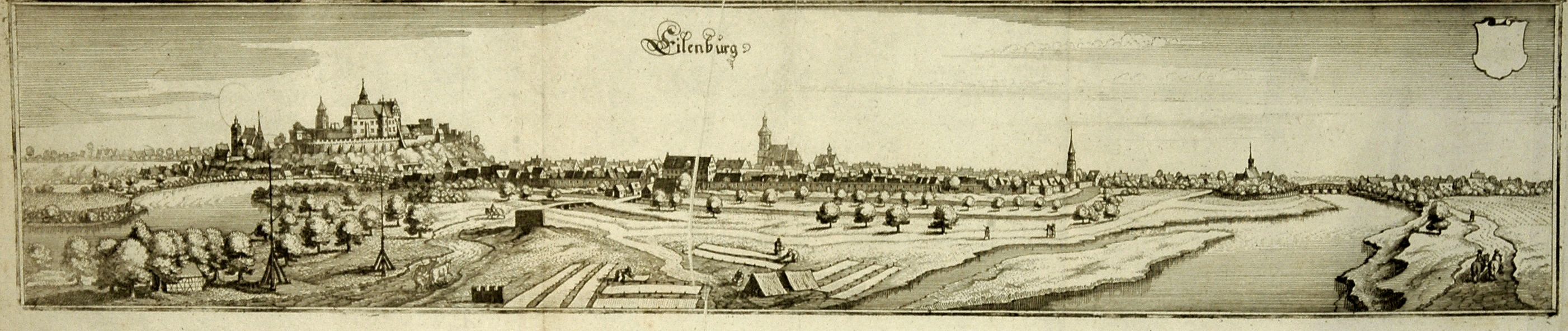
Stadtansicht Eilenburgs um 1650 von Matthäus Merian

Der langsam einsetzenden wirtschaftlichen Besserung wurde durch den Siebenjährigen Krieg ein jähes Ende gesetzt. So gut wie jeder Eilenburger Mann wurde zum Kriegsdienst herangezogen. Die Stadt wurde abwechselnd von den Österreichern und Preußen besetzt. Mit dem Ende des Krieges war Eilenburg wiederum eine verarmte und ausgeplünderte Stadt. Ende des 18. Jahrhunderts stagnierte die Wirtschaft. Durch den Wegfall der Einnahmen durch Straßenmandate, nach deren Bestimmung der Handelsverkehr die Stadt passierte, war Eilenburg eine unbedeutende Landstadt geworden.
Die Französische Revolution sorgte zwar für einen leichten wirtschaftlichen Aufschwung, der jedoch durch die von 1806 bis 1813 währende Fremdherrschaft der Franzosen neutralisiert wurde. Während der Koalitionskriege bezog Napoleon 1813 kurz vor der Völkerschlacht bei Leipzig in Eilenburg Quartier und nahm vor Kültzschau, dem heutigen Eilenburger Stadtteil Ost, die letzte Heerschau seiner verbündeten sächsischen Truppen ab. In diesen Tagen waren in Wohnhäusern und öffentlichen Gebäuden, auf Straßen und Plätzen der Stadt sowie in einigen Vorortgemeinden insgesamt etwa 60.000 Soldaten der französischen Grande Armée untergebracht. Die Franzosen erlitten bei Leipzig ihre entscheidende Niederlage und zogen sich zurück. 1814 wurde Napoleon gestürzt. Zur Neuordnung Europas nach dem Krieg kamen Vertreter aller beteiligten Länder 1814/1815 auf dem Wiener Kongress zusammen. Das Königreich Sachsen, das erst kurz vor der französischen Niederlage auf die Seite der Alliierten überlief, musste nun herbe Gebiets- und Bevölkerungsverluste hinnehmen. So kam das Gebiet um Eilenburg, das Amt Eilenburg, 1816 zur preußischen Provinz Sachsen. Durch die Zugehörigkeit zum fortschrittlichen Preußen wurde der Übergang Eilenburgs von einer Land- zur Industriestadt maßgeblich vorangetrieben. Eilenburg wurde 1816 dem Kreis Delitzsch im Regierungsbezirk Merseburg der Provinz Sachsen zugeteilt.
Vermutlich im 17. Jahrhundert wurde der Bobritzer Damm bei Kollau, südlich von Eilenburg, in der Mulde errichtet, um einen Teil des angestauten Wassers in einen Mühlgraben zu leiten. Mulde und Mühlgraben umschließen Eilenburgs Mitte seither. In den 1920er Jahren wurde das Wehr betoniert. Auch wenn es nicht mehr für das Antreiben von Mühlen gebraucht wird, hat es weiterhin eine wichtige hydrologische Funktion und ist heutzutage ein beliebtes Ausflugsziel.

#### Industrialisierung und Arbeiterbewegung

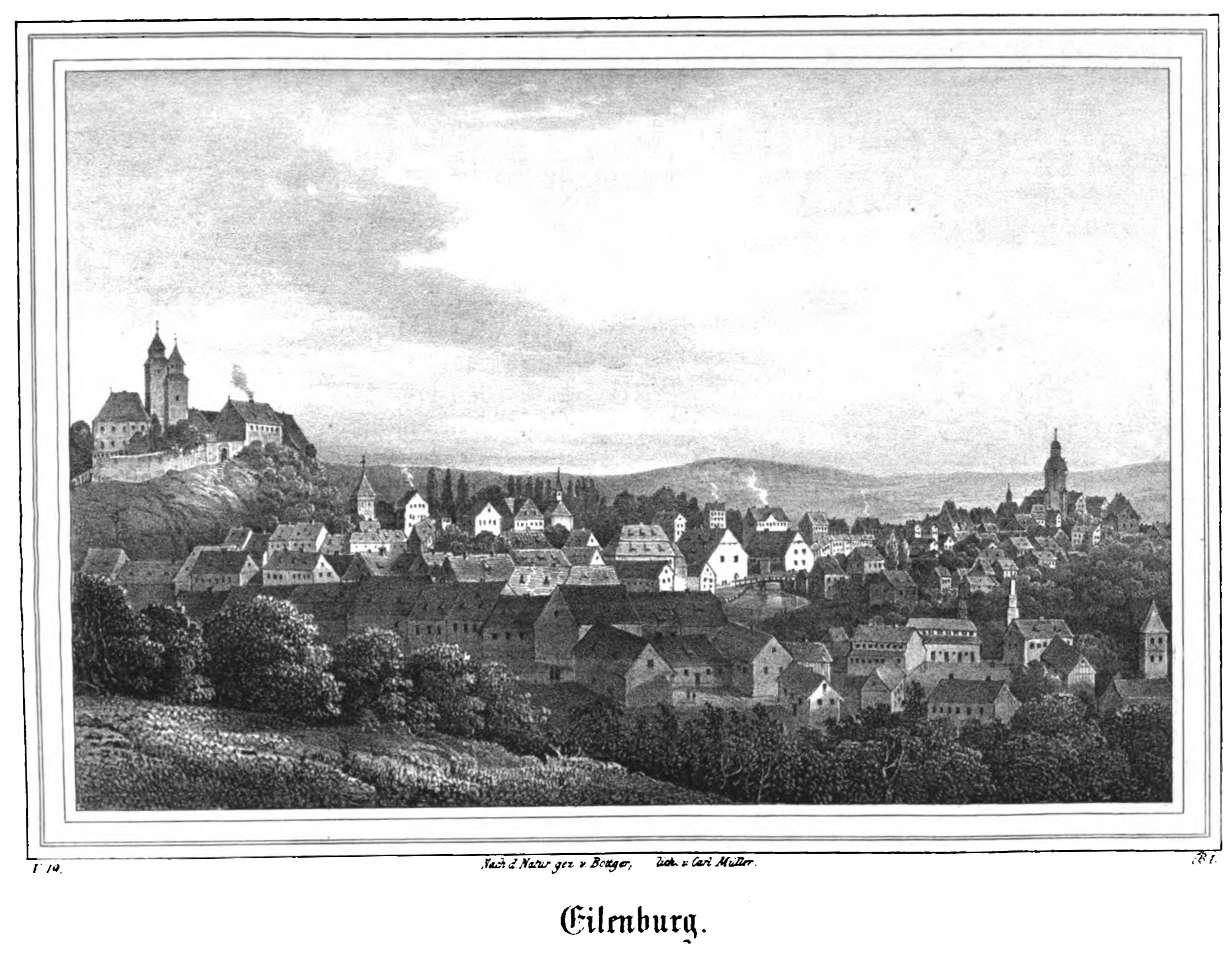
Stadtansicht Eilenburgs von 1841 mit Blick Richtung Norden

Mit der kurz danach einsetzenden Industrialisierung entstanden in den Vorstädten Eilenburgs mehrere Textilmanufakturen und die Stadt wurde neben Berlin bedeutendstes Zentrum der preußischen Textilproduktion. Der Aufstieg zu einer wichtigen Industriestadt ging vor allem vom nahen Königreich Sachsen aus. Industrielle von dort eröffneten Dependancen in Eilenburg, um einen zollfreien Zugang zum preußischen Markt zu erhalten. Mit der Nähe zur Handelsmetropole Leipzig und der Lage an der Mulde bot die Stadt zwei weitere wichtige Standortvorteile. Die einsetzende Landflucht ließ die Einwohnerzahl Eilenburgs sprunghaft ansteigen, die Stadt wurde größer als Delitzsch, Torgau, Bitterfeld und Wittenberg.

Tafel am ehemaligen Gasthof Zur Rose: „Hier entstand am 12. 7. 1850 die Lebensmittel-Association zu Eilenburg als erste Verbrauchergenossenschaft Deutschlands.“

Die aus der Industrialisierung und dem damit verbundenen enormen Bevölkerungswachstum resultierenden sozialen Spannungen förderten eine starke Arbeiterbewegung, deren Zentrum die Stadt wurde. Vorreiter waren unter anderen der Arzt Anton Bernhardi und der Arbeiter August Fritzsche, die 1849 den Krankenkassenunterstützungsverein, 1850 mit der Eilenburger Lebensmittelassociation (Konsumgenossenschaft Sachsen Nord) die erste Lebensmittelgenossenschaft und mit dem Darlehnskassenverein die erste Kreditgenossenschaft in Deutschland gründeten. Der Eilenburger Kattundruckereibesitzer Carl Degenkolb, Mitglied der Frankfurter Nationalversammlung, war Mitbegründer des Centralvereins für das Wohl der arbeitenden Klassen und richtete in seiner Fabrik freiwillig die ersten Betriebsräte in Deutschland ein.
Mit der Konzessionsurkunde für die Halle-Sorau-Gubener Eisenbahngesellschaft am 2. Februar 1868 wurden die langjährigen Bemühungen des Eilenburger Bürgermeisters Emil Schrecker um einen Eisenbahnanschluss von Erfolg gekrönt; im Mai 1871 fand das Richtfest für das Eilenburger Bahnhofsgebäude statt. Ein knappes Jahr später, am 19. April 1872 wurde der Bahnhof und am 1. November 1874 die Strecke von Eilenburg über Taucha nach Leipzig als Verbindung zur Leipzig-Dresdner Eisenbahn eröffnet. Mit dem Anschluss an das Gleisnetz und dem damit verbundenen Zugang zu den Braunkohlerevieren entwickelte sich die Eilenburger Wirtschaft rasend schnell. Es siedelte sich vor allem chemische sowie Holz und Metall verarbeitende Industrie an. Allein zwischen 1871 und 1890 wurden zehn größere Unternehmen in Eilenburg gegründet, darunter 1887 die Ansiedlung der Leipziger Firma Mey & Co., die spätere Deutsche Celluloid-Fabrik. 1904 ließen sich die Gebrüder Zimmermann aus Leipzig mit einer Pianofortefabrikation in Eilenburg nieder. Der Leipziger Pianoforte-Fabrik Gebr. Zimmermann Aktiengesellschaft Eilenburg gelang mit Eilenburg als ihrem bedeutendsten Standort der Aufstieg zum größten Klavierhersteller Europas. Orgeln des Eilenburger Orgelbauers Conrad Geißler wurden in der zweiten Hälfte des 19. Jahrhunderts im weiten Umkreis geliefert und waren für ihre solide und traditionelle Bauweise bekannt. Mit der Gründung der Eilenburger Motoren-Werk AG um 1902 war in Eilenburg nun auch ein Automobilhersteller ansässig. Die großen Unternehmen bescherten der Stadt hohe Steuereinnahmen. Ausdruck fand die komfortable finanzielle Situation in einer großzügigen Stadterweiterung zu Beginn des 20. Jahrhunderts. Im Gebiet südöstlich der Altstadt entstand ein Viertel mit vielen repräsentativen Bauten; so entstanden unter anderem das Realgymnasium (1904–1906), das Altersasyl (1907), das Königliche Lehrerseminar (1909–1911), die Kaserne (1913–1916) und eine Reichsbank-Nebenstelle (1923). Für die städtischen Bauwerke zeichnete der Stadtbaumeister Otto Lemke verantwortlich. Mit der Verbesserung der Infrastruktur trug man dem Zuzug vieler Menschen vom Lande her und der zunehmenden wirtschaftlichen Bedeutung Rechnung.

#### Die beiden Weltkriege
In Vorbereitung auf den Ersten Weltkrieg wurde 1913 mit dem Bau einer Infanterie-Kaserne begonnen, die Heimat für das III. Bataillon des 4. Thüringischen Infanterie-Regiments Nr. 72 wurde, welches von 1914 bis 1918 an der Westfront kämpfte. Die Garnison wurde 1920 bereits wieder aufgelöst. Während des Krieges wurden zudem hunderte Eilenburger zum Kriegsdienst eingezogen. Auf dem Eilenburger Bahnhof soll am 21. Oktober 1917 der spätere Präsident der DDR Wilhelm Pieck einem Militärtransport entkommen sein, um von Eilenburg weiter nach Berlin zu gelangen und dort in der Spartakusgruppe für die Beendigung des Krieges zu kämpfen. Insgesamt hat der Erste Weltkrieg 800 Eilenburger das Leben gekostet.
Mit der Machtübernahme der Nationalsozialisten wurde Eilenburg wieder Garnison und es zog erneut Infanterie in die Kaserne ein. Im Laufe des Krieges wurde Eilenburg Standort verschiedener Einheiten der Wehrmacht. In den Anfängen der Nazidiktatur war Eilenburg eine Hochburg der Kommunistischen Partei Deutschlands (KPD). In einem Bericht der Gestapo wurde Eilenburg als „eine der größten illegalen Festungen“ der KPD bezeichnet. In lokalen Publikationen der SED der späteren DDR wurde propagiert, dass der Einfluss der KPD so weit reichte, dass Mitglieder der SA in Eilenburg Kommunisten fragten, wann Flugblatt- und ähnliche Aktionen geplant wären, was „Ausdruck der Unzufriedenheit enttäuschter kleinbürgerlicher Nazianhänger“ gewesen sei. Vor dem Hintergrund der bereits früh einsetzenden restriktiven Verfolgung politische anders Orientierter durch die Nationalsozialisten scheint dies jedoch unwahrscheinlich. Dennoch gab es bis etwa 1935 eine aktive Widerstandsgruppe, was dafür sorgte, dass die Gestapo besondere Aufmerksamkeit auf Eilenburg richtete. Der bekannteste Eilenburger Widerstandskämpfer war Kurt Bennewitz, der 1935 zu fünf Jahren Zuchthaus verurteilt wurde.
Am 21. Januar 1945 bekamen die etwa 120 Angehörigen vom 24. Sanitätsoffizier-Ergänzungsjahrgang der Militärärtzlichen Akademie, die sich zur Vorbereitung auf ihr medizinisches Staatsexamen in Breslau an der dortigen Universität aufhielten, den Befehl, Schlesien in Richtung Westen zu verlassen. Sie erreichten Eilenburg Ende Januar 1945. Durch initiativreiches Handeln Jahrgangsagehöriger, darunter z. B. des späteren praktischen Arztes Günther Wiedemann (* 1920 in Erfurt), konnte über die Militärärztliche Akademie und die Sanitätsersatzabteilung 4 organisiert werden, dass nunmehr Hamburg als Staatsexamensort befohlen wurde. Am 23. März bestand beispielsweise der Sanitätsoffizier-Anwärter Wiedemann vor dem Ausschuss für die ärztliche Prüfung in Hamburg das Medizinische Staatsexamen.
Etwa zwei Wochen vor dem Ende des Zweiten Weltkriegs wurde die Stadt, die Standort der Sanitäts- und Ausbildungsabteilung 4 des Ersatzheeres und der Schutzpolizei-Nachrichtenschule war, nahezu vollständig zerstört. Am 17. April 1945 wurde in Eilenburg Panzeralarm gegeben, die Stadt zur Festung erklärt und Verteidigung bis zum Äußersten befohlen: Die Muldelinie muss verteidigt werden! Proteste hunderter Eilenburger Einwohner am Morgen des darauffolgenden Tages, welche die Rücknahme des militärisch sinnlosen Befehls, der auf Menschenleben keine Rücksicht nahm, forderten, blieben ergebnislos. Erfolglos hatte sich der damalige Bürgermeister Gerhard Thiede noch am 17. April um eine kampflose Übergabe der Stadt bemüht. Die Brücken der bis dahin von größeren Zerstörungen verschont gebliebenen Stadt wurden gesprengt, Verteidigungsstellungen mit Panzersperren aufgebaut und ein Ultimatum der Amerikaner nicht beachtet. Anschließend wurde neun Tage gekämpft. Drei Tage und drei Nächte lag die Stadt unter schwerem Beschuss, bei dem ein Großteil der Bausubstanz der Stadt zerstört wurde.
Zweihundert Menschenleben forderte die sinnlose Verteidigung, 90 Prozent des Stadtzentrums (65 Prozent aller Gebäude der Stadt) wurden zerstört, während die amerikanischen Verbände kaum Verluste erlitten. Eilenburg war eine der am schwersten zerstörten Städte in Deutschland.

#### Nachkriegszeit und DDR
Die Stadt war zunächst von der U.S. Army besetzt. Am 5. Mai 1945 besetzten sowjetische Truppen den Stadtteil Ost, die Mulde wurde zur vorläufigen Demarkationslinie. Im amerikanischen Besatzungsgebiet wurde der langjährige Schuldirektor Friedrich Tschanter als Bürgermeister eingesetzt, nach dessen Tod am 14. Mai übernahm seine Geschäfte der Rechtsanwalt Max Müller. In Eilenburg-Ost wurde von der sowjetischen Militäradministration eine eigenständige Stadtverwaltung unter Leitung von Oswald Leune eingesetzt. Am 1. Juli 1945 zogen die Amerikaner aus Eilenburg ab, die Rote Armee besetzte nun ganz Eilenburg, dennoch blieb der liberale Müller bis April 1946 Bürgermeister der Stadt. Erst 1958 zog die Rote Armee aus Eilenburg ab. Im Mai 1946 schloss sich Eilenburg mit den am schwersten zerstörten Städten der preußischen Provinz Sachsen zu einer Arbeitsgemeinschaft zusammen, die der Provinzialregierung Vorschläge unterbreitete. Die zwangsweise Vereinigung von SPD und KPD zur Sozialistischen Einheitspartei Deutschlands (SED) wurde auch in Eilenburg durchgeführt. Bei den ersten Gemeindewahlen nach dem Krieg am 8. September 1946 wurde die SED knapp vor der LDPD stärkste Partei. 1947 kehrten 237 Eilenburger aus der Kriegsgefangenschaft zurück.
1950 war Eilenburg Schauplatz einer ersten großen Veranstaltung nach dem Krieg. Mit Delegierten aus Westdeutschland wurde dort das einhundertjährige Jubiläum der ersten deutschen Konsumgenossenschaft gefeiert. Das Stadtzentrum wurde in den 1950er Jahren wieder aufgebaut.
Mit der Verwaltungsreform von 1952 in der DDR wurde die Stadt Sitz des neu gebildeten Kreises Eilenburg, der sich Ende der 1950er Jahre damit rühmte, der erste vollgenossenschaftliche Kreis der DDR zu sein. Dies ging allerdings einher mit Zwangsenteignungen der Bauern, die anschließend in großer Zahl die Region verließen. Anfang 1960 besuchte Walter Ulbricht die Stadt. Er soll sein Unbehagen darüber ausgedrückt haben, dass der Rat des Kreises im Rathaus residierte und der Rat der Stadt in das Gymnasium ausweichen musste.
Im Juli 1954 war Eilenburg von einem schweren Hochwasser betroffen; dennoch fanden noch im selben Monat die DDR-Meisterschaften im Kanuslalom auf dem Eilenburger Mühlgraben statt. 1961 feierte die Stadt das eintausendste Jubiläum der ersten urkundlichen Erwähnung mit einem Festumzug, der die Stadtgeschichte erzählte. Ein Radrennen in der Innenstadt entschied der Straßen-Radweltmeister Bernhard Eckstein für sich. Die Festwoche dauerte vom 24. Juni bis zum 2. Juli.

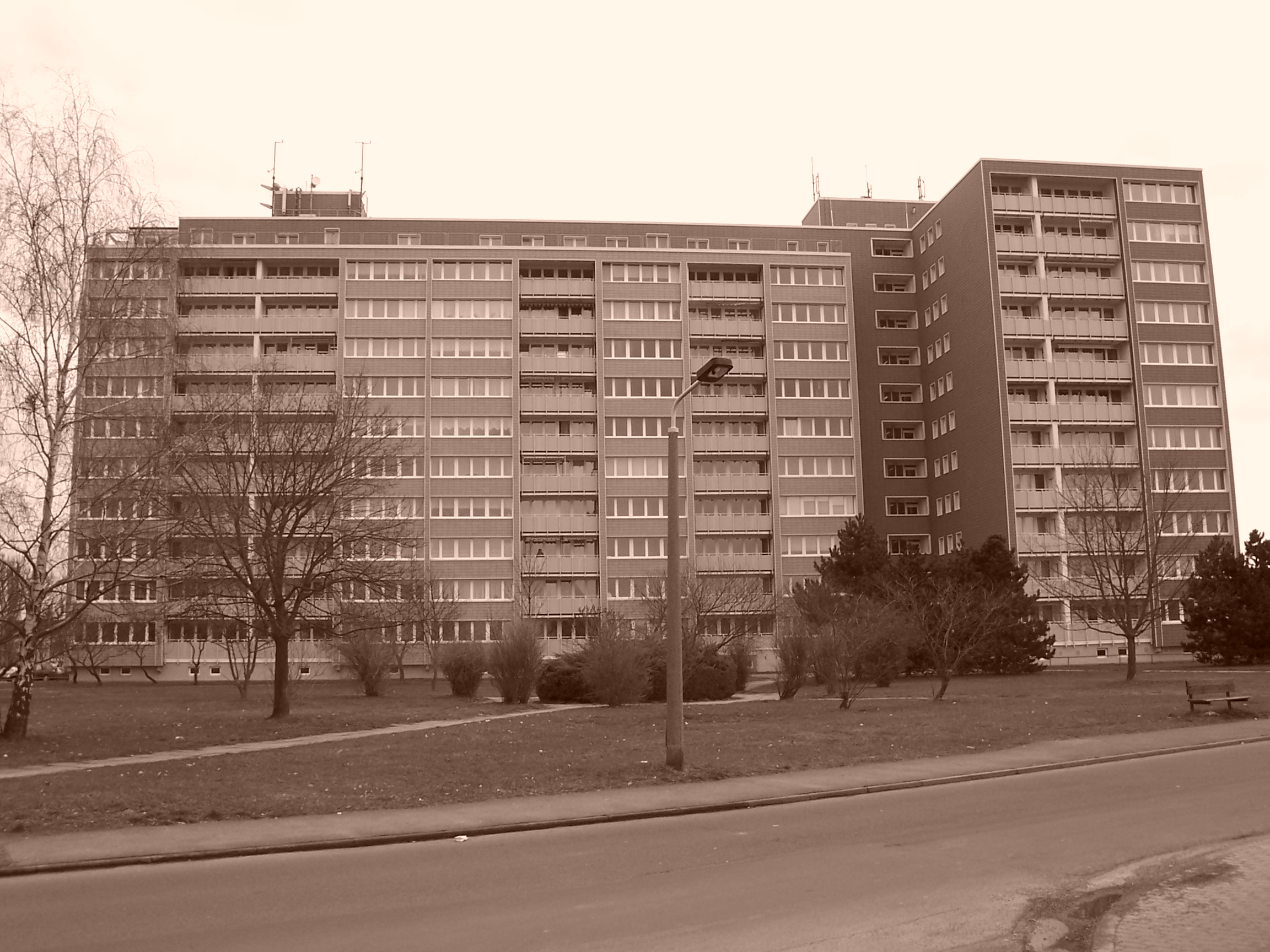
Hochhaus in Eilenburg-Ost

Vor allem in Eilenburg-Ost entstanden seit Anfang der 1960er Jahre einige Neubaugebiete mit entsprechender Infrastruktur. Zunächst wurden drei- bis viergeschossige Neubauten mit Satteldächern gebaut. So entstand ein neues Wohngebiet im Quartier der heutigen Torgauer Landstraße, Rosa-Luxemburg-, Puschkinstraße und Gabelweg (zur DDR-Zeit zwischenzeitlich „Straße der Befreiung“ genannt) mit etwa 700 Wohneinheiten samt Kindergarten und Oberschule (Hans-Beimler-OS Eilenburg). In diesem Gebiet wurde in den 1960er Jahren auch das in der damals neuen Gleitbauweise errichtete elfgeschossige Eilenburger Hochhaus errichtet, bei dem es sich um einen Experimentalbau des in der Stadt ansässigen Unternehmens EBAWE handelte. In den 1970er Jahren ging man dazu über, fünf- bis sechsgeschossige quaderförmige Plattenbauwohnhäuser vom Typ WBS 70 zu errichten. Die im Nordosten, am Ende der Windmühlenstraße neu entstandene Siedlung Am Regenbogen mit 740 Wohneinheiten, wegen der Straßennamen im Volksmund Musikerviertel genannt, wurde mit Fernwärme vom ECW versorgt und verfügte über Kinderkrippe, Kindergarten, eine Oberschule (3. OS Eilenburg-Ost), eine berufsbildende Schule und eine Kaufhalle. Umgeben von den Neubaugebieten entwickelte sich die Puschkinstraße zum Stadtteilzentrum mit Geschäften, Banken, Gastgewerbe und Post. Dort befand sich eine weitere Oberschule („Ostoberschule“, seit 1977 „Lilo-Herrmann-OS“, jetzt „Sebastian-Kneipp-Grundschule Eilenburg“).
In Eilenburg-Ost entstanden mehrere große Industrieansiedlungen: Das ECW breitete sich ab den 1960er Jahren mit neuen Produktionsanlagen nach Norden in der Muldeaue sowie mit dem neuen Kraftwerk südlich der Ziegelstraße aus. Mit bis zu etwa 2500 Beschäftigten war es der mit Abstand größte Betrieb der Stadt. An der Bahnlinie Eilenburg–Bad Düben–Lutherstadt Wittenberg entstanden ein neuer Betriebsteil des EBAWE sowie ein großes Getreidelager, an der Torgauer Landstraße ein großes Kartoffellagerhaus. Ein weiterer wichtiger Betrieb war der VEB Eilenburger Möbelwerk, vormals QMF („Qualitätsmöbelfabrik“) nahe des Ostbahnhofs. Durch Kiesabbau an der Sprottaer Landstraße entstand ein stetig wachsender Baggersee, an dem es seit den 1970er Jahren eine Badeanstalt und somit eine Ergänzung zum Stadtbad gibt.
Mit der 1964 in Betrieb genommenen Volks- und Schulsternwarte „Juri Gagarin“ und dem ein Jahr später eröffneten Planetarium auf dem Mansberg erhielt Eilenburg eine außergewöhnliche, populärwissenschaftliche Bildungseinrichtung, die nun unter dem Namen „Sternwarte Nordsachsen“ weiterhin Führungen, Vorträge und astronomische Beobachtungen anbietet.
1970 war Eilenburg Start der letzten Etappe der Internationalen Friedensfahrt nach Berlin. 1984 war die Stadt Austragungsort der DDR-Meisterschaften im Schach, aus denen Rainer Knaak bei den Männern und Iris Bröder bei den Frauen als Sieger hervorgingen. 1987 war Eilenburg Austragungsort des Rugby-Länderspiels zwischen der DDR und Polen, welches die Rugby-Union-Nationalmannschaft der DDR mit 0:66 verlor und damit die höchste Heimniederlage ihrer Geschichte erlitt.

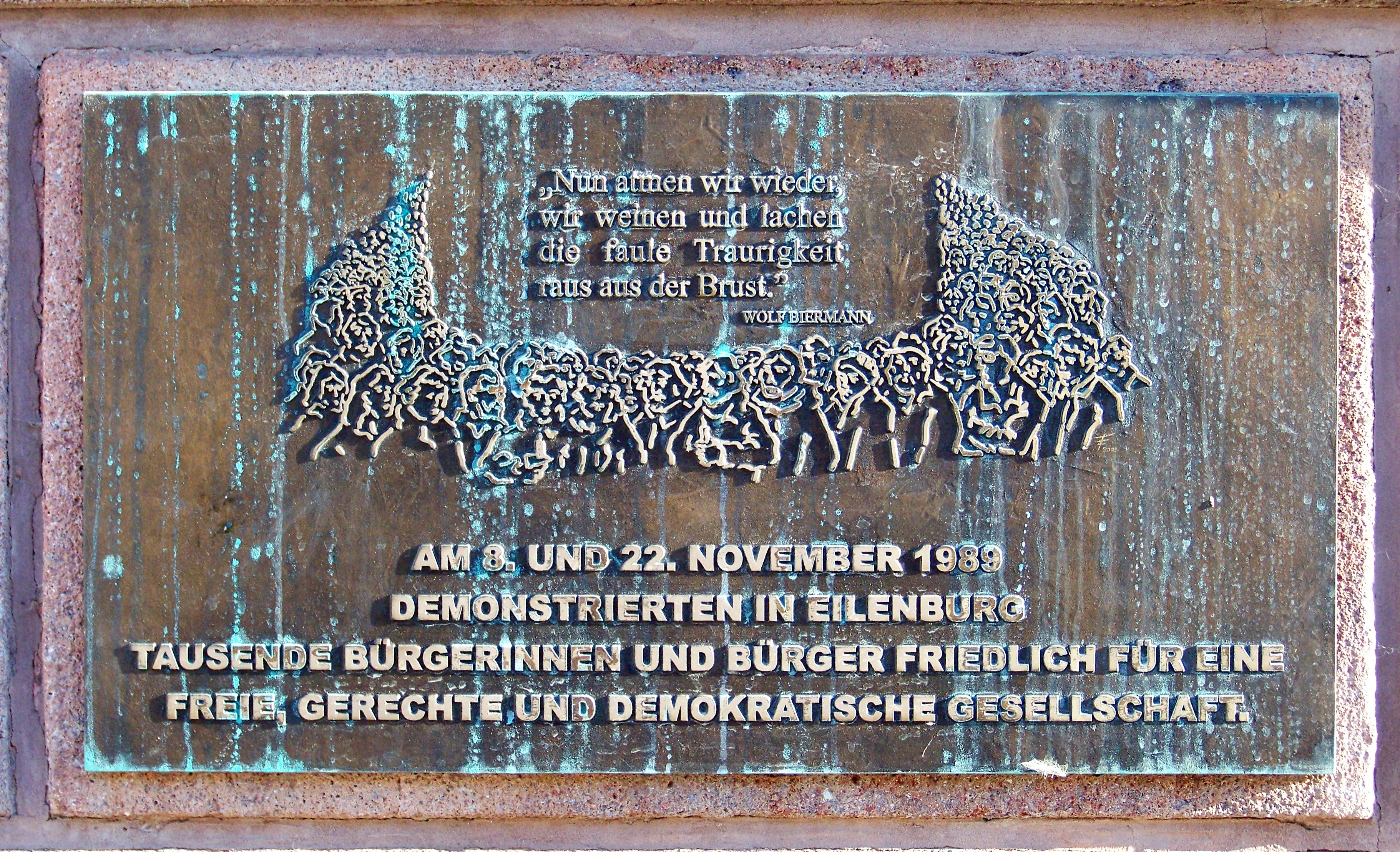
Bronzetafel zum Gedenken an die Wendedemonstrationen am Eilenburger Rathaus

1989 zeigte sich auch in Eilenburg die Umbruchstimmung durch friedliche Demonstrationen. Wenige Tage nach dem 40. Jahrestag der DDR kam es Ende Oktober 1989 in der Nikolaikirche bei der Vorstellung der Bürgervereinigung Neues Forum zu einer ersten größeren friedlichen Protestkundgebung, an der etwa 800 Menschen teilnahmen. Für den 8. November 1989 wurde vom Neuen Forum die Genehmigung einer Demonstration unter dem Motto Für eine andere DDR beantragt. Diese genehmigte Demonstration stellte den Höhepunkt der Wendegeschehnisse in Eilenburg dar. Das Friedensgebet wurde aus der überfüllten Nikolaikirche über Lautsprecher auf den Marktplatz übertragen. An dem anschließenden Protestzug durch die Stadt, auch vorbei an der Kreisdienststelle des MfS, nahmen schätzungsweise sechs- bis siebentausend Personen teil. Dem folgte eine Kundgebung auf dem Marktplatz. Bereits zwei Tage später sammelten sich lange Schlangen vor der Meldestelle, an der viele Bürger ihre Ausreise beantragten. Am 22. November kam es zu einer weiteren Kundgebung, zu der das Neue Forum in der Leipziger Volkszeitung vom 16. November 1989 aufrief: […] In diesen politisch bewegten Tagen ist jeder aufgefordert, Position zu beziehen, um die Wende zu einem demokratischen Sozialismus auch in Eilenburg voranzutreiben. […] Diesem Aufruf folgten nach Zählung des MfS eintausend Personen. In der LVZ vom 24. November war von zweitausend Demonstranten die Rede. Neben Rednern des Neuen Forums und des Demokratischen Aufbruchs (DA) kamen auch Personen weiterer Bürgerinitiativen und Bürgermeister Heinz Laugwitz (SED) zu Wort.

#### Nachwendezeit bis heute

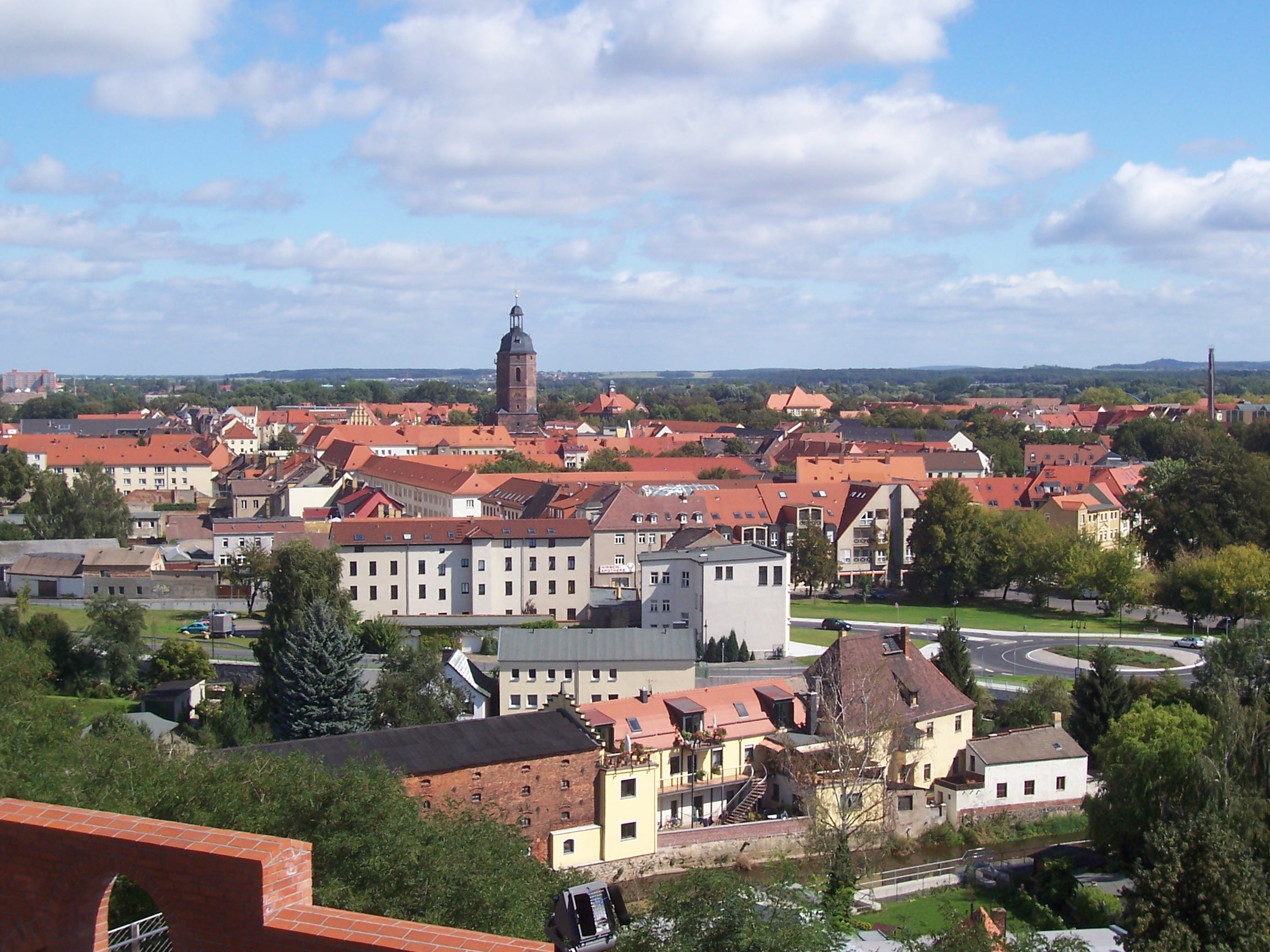
Seit der Rekonstruktion der Turmhaube 1997 überragt die Nikolaikirche den Stadtkern wieder dominant.

Im Februar 1990 wurde in Eilenburg der Zentralverband Deutscher Schornsteinfeger der DDR gegründet, welcher wenig später in seinem westdeutschen Partnerverband aufging.
| Partei            | 1990 (in %) | 1994 (in %) |
| CDU               | 40          | 24          |
| PDS               | 18          | 23          |
| Grünes Bündnis 90 | 15          | 22          |
| SPD               | 15          | 19          |
| DSU               | 5           | 3           |
| BFD               | 4           | n. a.       |
| DFD               | 2           | n. a.       |
| FDP               | 1           | 3           |
| Aktionsring       | n. a.       | 5           |

Aus den ersten freien Kommunalwahlen in Eilenburg am 6. Mai 1990 ging die CDU gemäß dem allgemeinen Trend damals als stärkste Fraktion hervor und konnte mit Herbert Poltersdorf den ersten Bürgermeister stellen. Die Mehrheitsverhältnisse verschoben sich jedoch schon bei der nächsten Wahl am 12. Juni 1994 erheblich. In der Direktwahl zum Amt des Bürgermeisters setzte sich nun der von Bündnis 90/Die Grünen nominierte Hubertus Wacker durch.
Nach der politischen, gesellschaftlichen und wirtschaftlichen Wende 1990 kam für viele Traditionsunternehmen das wirtschaftliche Aus; auch reduzierten die verbliebenen Arbeitgeber teilweise drastisch ihre Belegschaft. Die allein durch den Zusammenbruch von ECW, EBAWE und Möbelwerk weggefallenen etwa 3500 Arbeitsplätze konnten durch Neuansiedlungen auf neu geschaffenen Industriegebieten außerhalb der Stadt, wie zum Beispiel der Stora Enso, nur teilweise kompensiert werden. 1991 verließ die Bundeswehr zudem die Eilenburger Kaserne, deren Gebäude heute zahlreiche öffentliche Einrichtungen und Ämter beherbergen. 1994 wurde der Landkreis Eilenburg im Zuge der Kreisgebietsreform dem Altkreis Delitzsch eingegliedert und die Stadt verlor den Kreissitz. Anders als in den Nachbarlandkreisen fand die ehemalige Kreisstadt dabei keine Berücksichtigung bei der Benennung des Kreises, der weiterhin den Namen Delitzsch trug. Im Gegenzug erhielt Eilenburg am 1. April 1997 den kommunalrechtlichen Status einer Großen Kreisstadt.
Mit dem Aufsetzen einer im Barockstil rekonstruierten Turmspitze auf die Nikolaikirche erhleit Eilenburgs Stadtkern 1997 seine stadtbildprägende, durch den Beschuss von April 1945 verlorengegangene Höhendominate zurück.
Vom Jahrhunderthochwasser im Sommer 2002 wurde auch Eilenburg durch Überschwemmung der Mulde stark getroffen. Der Schaden belief sich allein im Zentrum auf rund 135 Millionen Euro.
Um eine solche Flutkatastrophe zu verhindern, hatte man schon vor dem Hochwasser 2002 mit dem Bau eines Hochwasserschutzsystems angefangen, intensive Arbeiten begannen jedoch erst nach der Flut. Seit dem 19. September 2008 ist Eilenburg die offiziell erste Stadt in Sachsen, die über einen kompletten Hochwasserschutz verfügt. Die etwa 30 Kilometer Schutzmauern und Wälle kosteten rund 35 Millionen Euro. Mit großem finanziellen Aufwand wurde die durch das Hochwasser weitgehend zerstörte Infrastruktur wieder aufgebaut und teilweise ausgebaut.
Mit der zweiten sächsischen Kreisreform nach 1990, die am 1. August 2008 in Kraft trat, gehört Eilenburg zum neugebildeten Landkreis Nordsachsen und ist einer von vier Kreisverwaltungsstandorten. Vom 6. bis 13. Juni 2011 feierte die Stadt das 1050. Jubiläum der Ersterwähnung mit einer Festwoche.
Die negative Bevölkerungsentwicklung führt vor allem in den Neubausiedlungen aus der DDR-Zeit in Eilenburg-Ost zu hohen Leerstandsquoten. Da die Unterhaltung nicht mehr sinnvoll erscheint, führt die stadteigene Wohnungsbau- und Verwaltungsgesellschaft (EWV) seit etwa 2007 Rückbaumaßnahmen durch. So verschwanden seither 490 Wohnungen in Eilenburg-Ost, der Abriss von 366 Wohnungen bis 2020 und danach je nach Aussicht weiterer 220 Wohnungen ist geplant.